# Gabriella Szabó
Gabriella Szabó (ur. 14 sierpnia 1986 w Budapeszcie) – węgierska kajakarka, trzykrotna mistrzyni olimpijska, dziewięciokrotna mistrzyni świata, dziewięciokrotna mistrzyni Europy.
Wicemistrzyni igrzysk olimpijskich w Pekinie w 2008 roku w konkurencji K-4 (razem z Katalin Kovács, Danutą Kozák i Natasą Janics) na dystansie 500 m. Jest jedenastokrotną medalistką mistrzostw świata w konkurencji kajaków, w tym dziewięciokrotną mistrzynią.

## Osiągnięcia
| Rok  | Impreza                                       | Miejsce        | Konkurencja     | Lokata     | Wynik     |
| ---- | --------------------------------------------- | -------------- | --------------- | ---------- | --------- |
| 2003 | Młodzieżowe mistrzostwa świata w kajakarstwie | Komatsu        | K-4 500 metrów  | 3. miejsce |           |
| 2004 | Młodzieżowe mistrzostwa Europy w kajakarstwie | Poznań         | K-2 500 metrów  | 1. miejsce |           |
| 2004 | Młodzieżowe mistrzostwa Europy w kajakarstwie | Poznań         | K-1 1000 metrów | 1. miejsce |           |
| 2006 | Mistrzostwa Europy U-23 w kajakarstwie        | Ateny          | K-2 1000 metrów | 1. miejsce |           |
| 2006 | Mistrzostwa Europy U-23 w kajakarstwie        | Ateny          | K-2 500 metrów  | 2. miejsce |           |
| 2006 | Mistrzostwa Europy U-23 w kajakarstwie        | Ateny          | K-4 500 metrów  | 2. miejsce |           |
| 2007 | Mistrzostwa Europy U-23 w kajakarstwie        | Belgrad        | K-2 1000 metrów | 1. miejsce |           |
| 2007 | Mistrzostwa Europy U-23 w kajakarstwie        | Belgrad        | K-2 500 metrów  | 2. miejsce |           |
| 2007 | Mistrzostwa świata w kajakarstwie             | Duisburg       | K-2 1000 metrów | 3. miejsce | 03:49,174 |
| 2007 | Mistrzostwa Europy w kajakarstwie             | Pontevedra     | K-2 1000 metrów | 1. miejsce | 03:51,404 |
| 2008 | Letnie Igrzyska Olimpijskie                   | Pekin          | K-4 500 metrów  | 2. miejsce | 01:32,971 |
| 2008 | Mistrzostwa Europy w kajakarstwie             | Mediolan       | K-2 500 metrów  | 1. miejsce | 01:48,459 |
| 2009 | Mistrzostwa świata w kajakarstwie             | Dartmouth      | K-2 500 metrów  | 1. miejsce | 01:41,144 |
| 2009 | Mistrzostwa Europy w kajakarstwie             | Brandenburg    | K-2 500 metrów  | 1. miejsce | 01:39,914 |
| 2009 | Mistrzostwa Europy w kajakarstwie             | Brandenburg    | K-2 1000 metrów | 2. miejsce | 03:36,533 |
| 2010 | Mistrzostwa świata w kajakarstwie             | Poznań         | K-2 500 metrów  | 1. miejsce | 01:40,064 |
| 2010 | Mistrzostwa świata w kajakarstwie             | Poznań         | K-2 1000 metrów | 1. miejsce | 03:34,306 |
| 2010 | Mistrzostwa Europy w kajakarstwie             | Avilés         | K-2 1000 metrów | 1. miejsce | 03:34,659 |
| 2010 | Mistrzostwa Europy w kajakarstwie             | Avilés         | K-4 500 metrów  | 2. miejsce | 01:30,805 |
| 2011 | Mistrzostwa świata w kajakarstwie             | Segedyn        | K-4 500 metrów  | 1. miejsce | 01:36,34  |
| 2011 | Mistrzostwa Europy w kajakarstwie             | Belgrad        | K-2 1000 metrów | 1. miejsce | 03:31,741 |
| 2011 | Mistrzostwa Europy w kajakarstwie             | Belgrad        | K-4 500 metrów  | 2. miejsce | 01:34,006 |
| 2012 | Letnie Igrzyska Olimpijskie                   | Londyn         | K-4 500 metrów  | 1. miejsce | 01:30,827 |
| 2012 | Mistrzostwa Europy w kajakarstwie             | Zagrzeb        | K-4 500 metrów  | 3. miejsce | 01:34,832 |
| 2013 | Mistrzostwa świata w kajakarstwie             | Duisburg       | K-2 1000 metrów | 1. miejsce |           |
| 2013 | Mistrzostwa świata w kajakarstwie             | Duisburg       | K-4 500 metrów  | 1. miejsce | 01:32,27  |
| 2014 | Mistrzostwa świata w kajakarstwie             | Moskwa         | K-2 500 metrów  | 1. miejsce | 01:39,94  |
| 2014 | Mistrzostwa świata w kajakarstwie             | Moskwa         | K-4 500 metrów  | 1. miejsce | 01:28,22  |
| 2014 | Mistrzostwa Europy w kajakarstwie             | Brandenburg    | K-2 500 metrów  | 1. miejsce | 01:43,90  |
| 2014 | Mistrzostwa Europy w kajakarstwie             | Brandenburg    | K-4 500 metrów  | 1. miejsce | 01:30,85  |
| 2015 | Mistrzostwa świata w kajakarstwie             | Mediolan       | K-2 500 metrów  | 1. miejsce | 01:39,87  |
| 2015 | Mistrzostwa świata w kajakarstwie             | Mediolan       | K-4 500 metrów  | 2. miejsce | 01:34,27  |
| 2015 | Igrzyska europejskie                          | Baku           | K-4 1000 metrów | 1. miejsce | 01:32,42  |
| 2016 | Mistrzostwa Europy w kajakarstwie             | Moskwa         | K-2 500 metrów  | 1. miejsce | 01:41,316 |
| 2016 | Mistrzostwa Europy w kajakarstwie             | Moskwa         | K-4 500 metrów  | 1. miejsce | 01:30,940 |
| 2016 | Letnie Igrzyska Olimpijskie                   | Rio de Janeiro | K-2 500 metrów  | 1. miejsce | 01:43,687 |
| 2016 | Letnie Igrzyska Olimpijskie                   | Rio de Janeiro | K-4 500 metrów  | 1. miejsce | 01:31,482 |